# Sphaerodactylus goniorhynchus
Sphaerodactylus goniorhynchus — вид геконоподібних ящірок родини Sphaerodactylidae. Ендемік Ямайки.

## Поширення і екологія
Sphaerodactylus goniorhynchus широко поширені у західній і східній частинах Ямайки. Вони живуть у вологих і сухих тропічних лісах, серед опалого листя, трапляються в сухих і прибережних чагарникових заростях та на плантаціях. Зустрічаються на висоті до 1220 м над рівнем моря.

## Збереження
МСОП класифікує стан збереження цього виду як близький до загрозливого. Sphaerodactylus goniorhynchus загрожує знищення природного середовища. 